# Bukowiec (Wola Gródecka)
Bukowiec – część wsi Wola Gródecka w Polsce położona w województwie lubelskim, w powiecie tomaszowskim, w gminie Jarczów.
W latach 1975–1998 Bukowiec administracyjnie należał do województwa zamojskiego.